# Acanthochaetetes
Acanthochaetetes is een geslacht van sponsdieren uit de klasse van de Demospongiae (gewone sponzen).

## Soorten
- Acanthochaetetes horiguchi (Mori, 1976)
- Acanthochaetetes japonica (Mori, 1977)
- Acanthochaetetes seunesi Fischer, 1970 †
- Acanthochaetetes wellsi Hartman & Goreau, 1975